# Heeker Klause

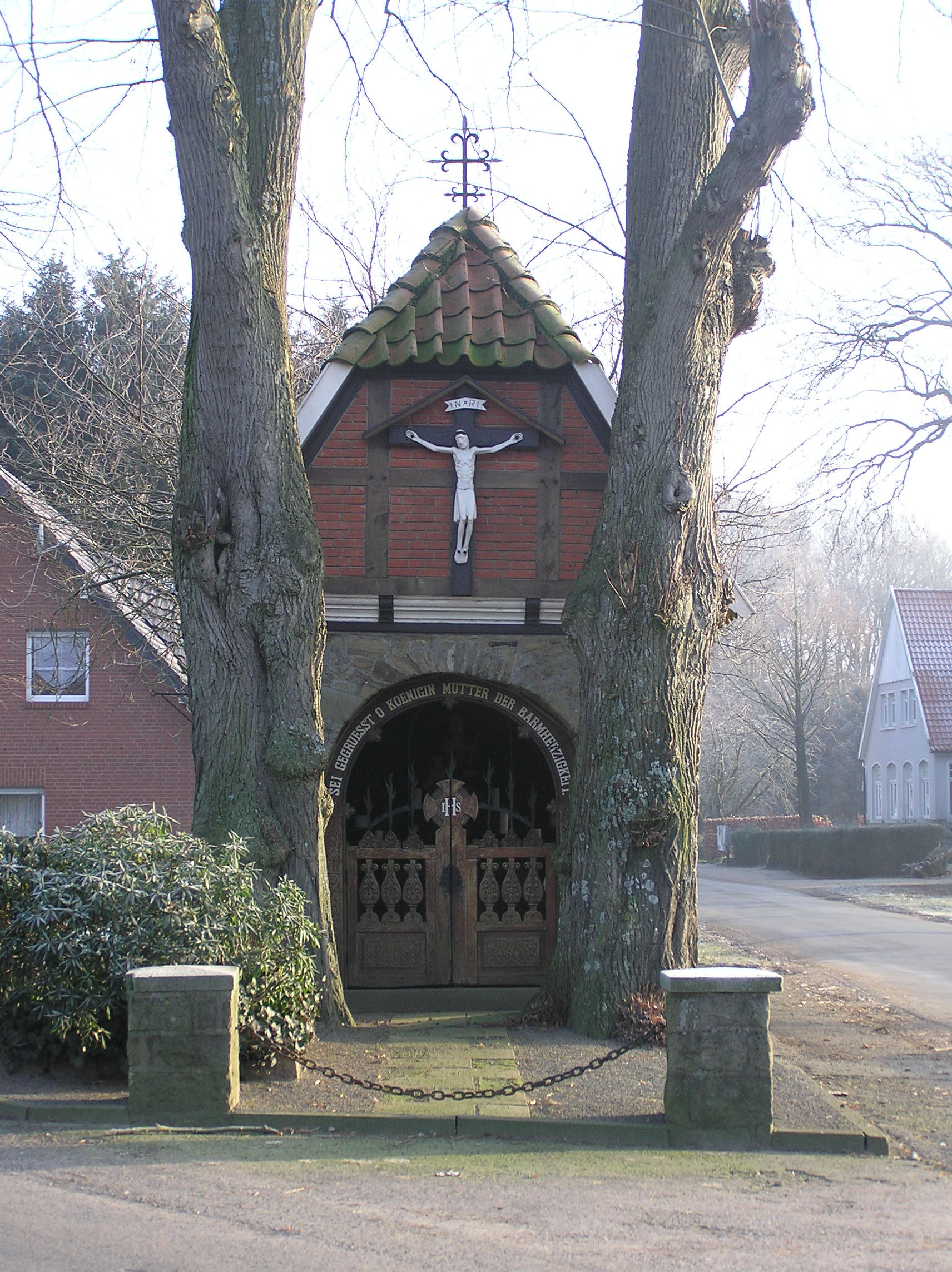
Die Heeker Klause

Die Heeker Klause stellt den Mittelpunkt des Alfhauser Ortsteils Heeke dar, der rund zwei Kilometer nördlich von Alfhausen liegt und mehr als 800 Jahre alt ist.

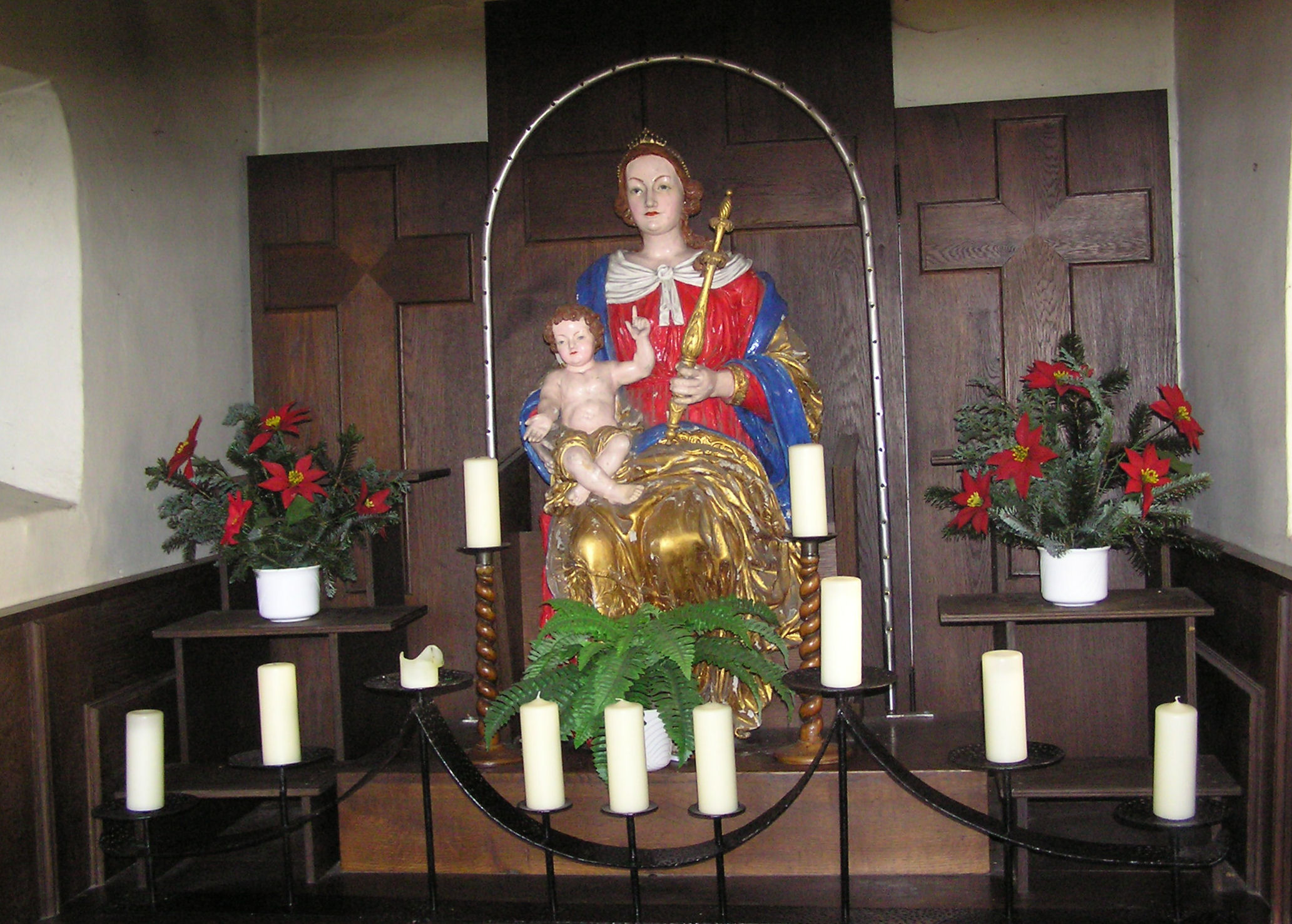
Barockmadonna aus dem 18. Jahrhundert

Die Klause wurde 1818 erbaut, ist rechteckig auf einer Fläche von rund 3,50 mal 5,50 Metern aus Bruchstein errichtet und hat einen abgewalmten Giebel aus Fachwerk. Der als Rundbogen gestaltete Eingang ist mit der Inschrift „Sei gegrüßt oh Königin Mutter der Barmherzigkeit“ versehen; das in der Form eines Gatters geschnitzte Eingangstor aus Lindenholz verschließt den Zugang, gewährt aber einen Blick ins Innere.
Im Jahr 1970 wurde sie restauriert und neu eingeweiht.
Im Boden der Klause wurden 1912 zahlreiche mittelalterliche und barocke Skulpturen gefunden, die sich nun größtenteils im Kreismuseum Bersenbrück befinden. In der Klause verblieb eine bäuerliche Barockmadonna mit Kind und Zepter aus dem 18. Jahrhundert, die im Zuge der Restaurierung der Klause eine neue Fassung erhielt.
Seit ihrer Erbauung wird die Klause für Maiandachten und das jährliche Bittamt genutzt. Weiterhin werden die im Siebziger, Ersten und Zweiten Weltkrieg gefallenen Heeker durch namentliche Erwähnung geehrt.